# گمینا لسکی
گمینا لسکی (به لهستانی:  Gmina Lyski) یک گمینا در لهستان است که در شهرستان ربنگک واقع شده‌است. گمینا لسکی ۵۷٫۸۳ کیلومتر مربع مساحت و ۸٬۹۲۴ نفر جمعیت دارد.

## نگارخانه

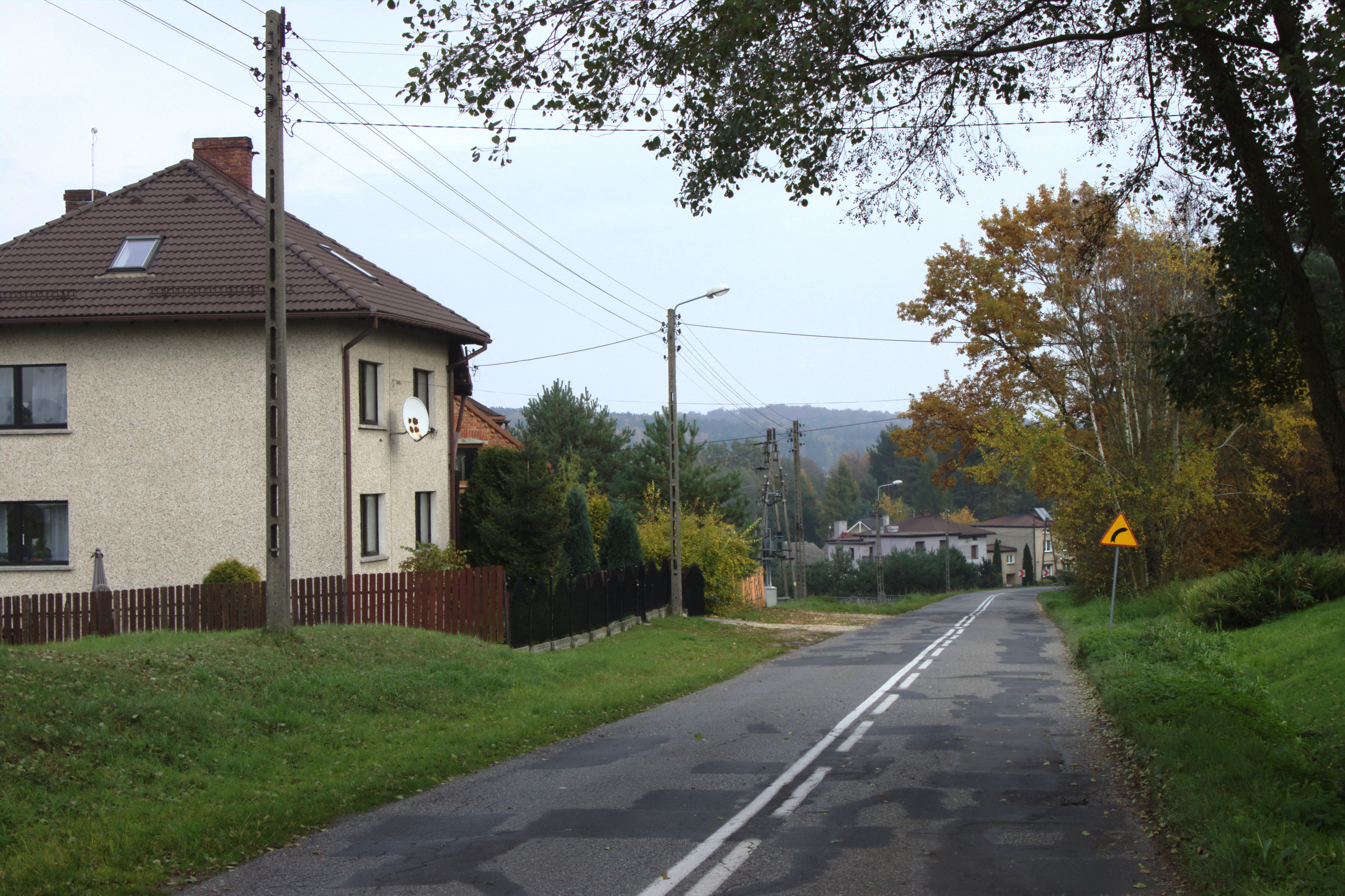
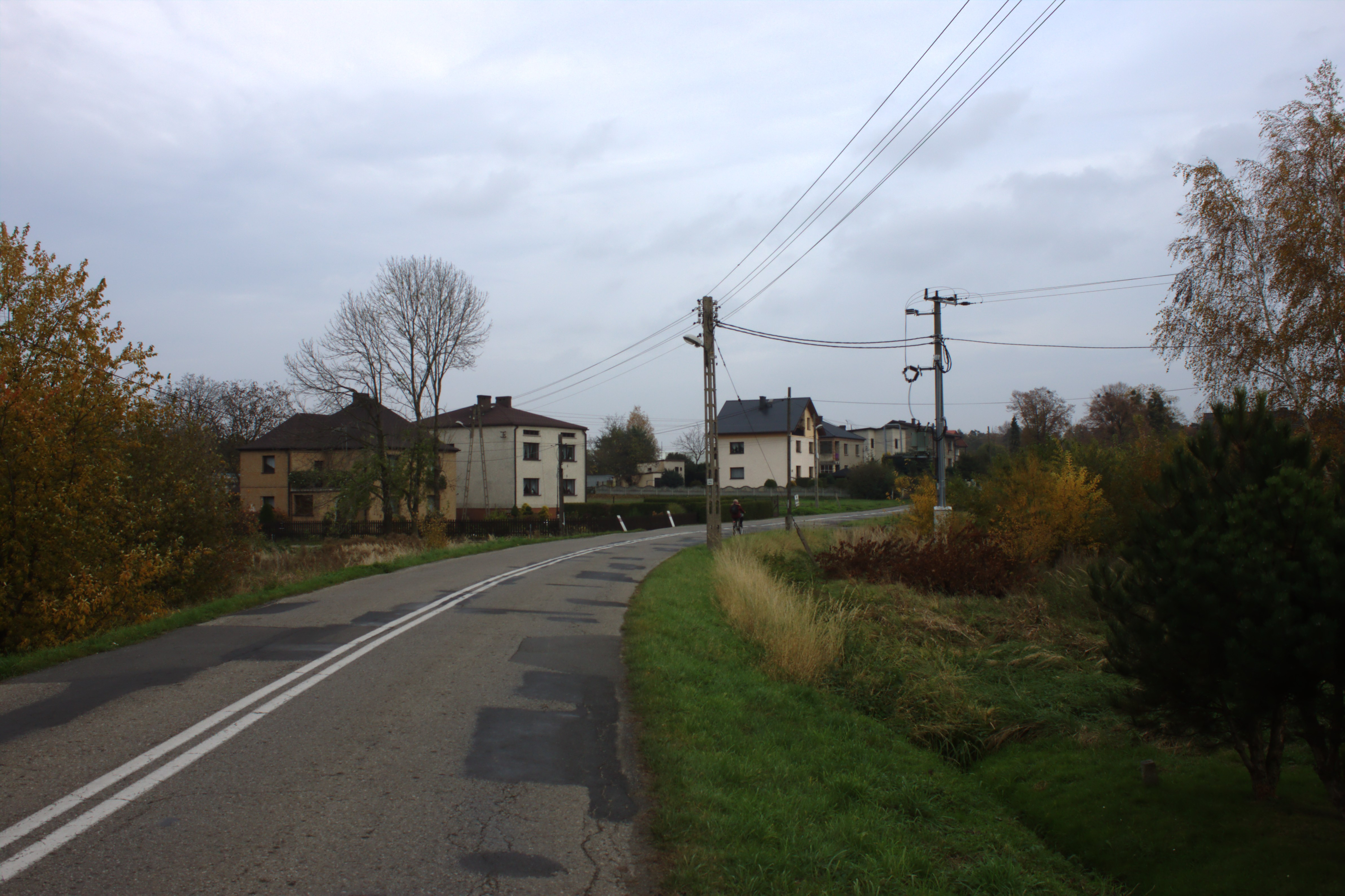
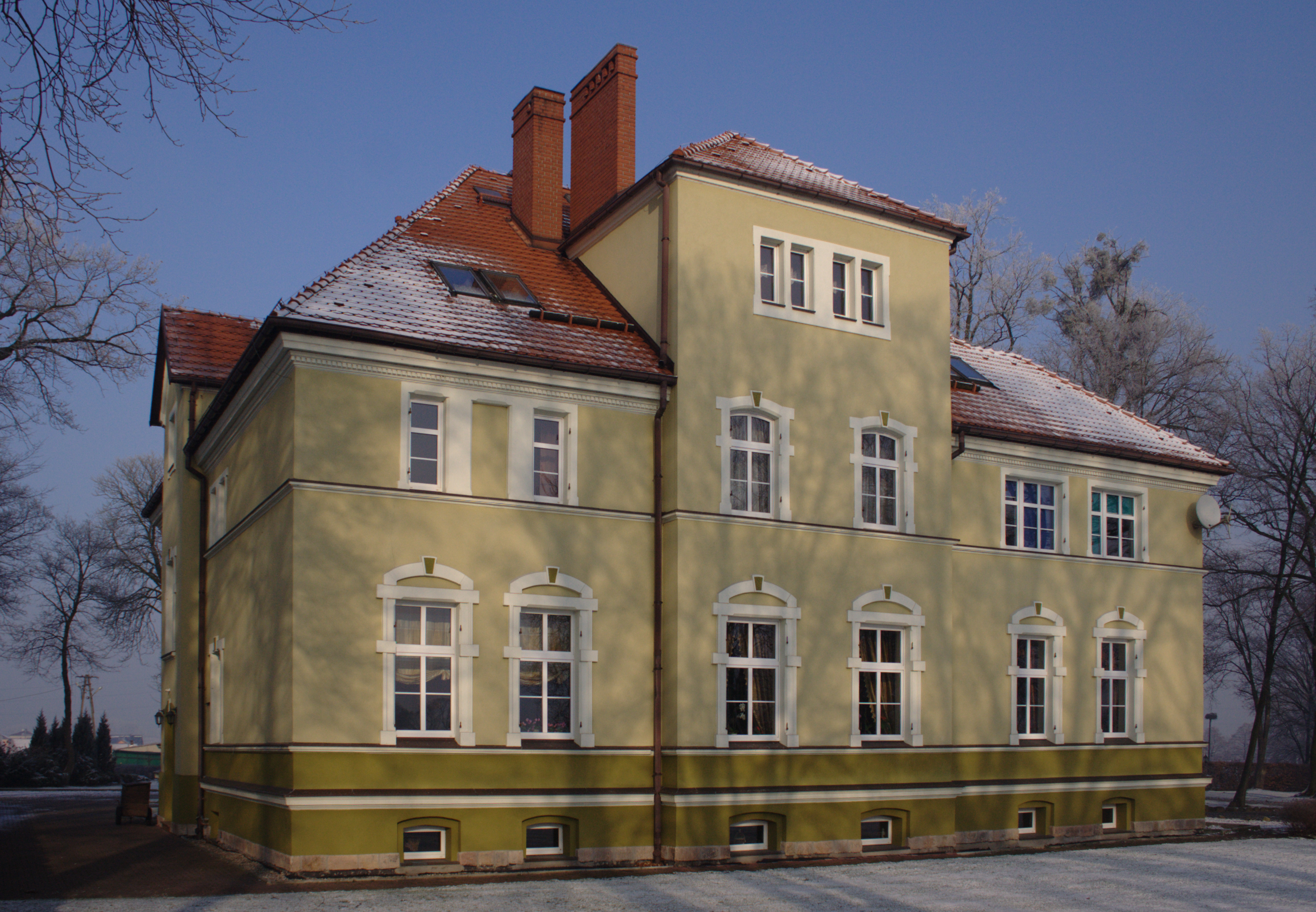